# Санта-Ісабель (Пуерто-Рико)
Санта-Ісабель (ісп. Santa Isabel, МФА: [ˈsanta isaˈβel]) — муніципалітет Пуерто-Рико, острівної території у складі США. Заснований 5 жовтня 1842 року.

## Географія
Санта-Ісабель розташований у південній частині острову Пуерто-Рико. 
Площа суходолу муніципалітету складає 89 км² (49-е місце за цим показником серед 78 муніципалітетів Пуерто-Рико).

## Демографія
Станом на 2010 рік на території муніципалітету мешкало 23 274 ос.
Динаміка чисельності населення:

## Населені пункти
Найбільші населені пункти муніципалітету Санта-Ісабель:
| Населений пункт    | Статус | Населення :   | Населення :   | Населення :   |
| Населений пункт    | Статус | на 01.04.1990 | на 01.04.2000 | на 01.04.2010 |
| ------------------ | ------ | ------------- | ------------- | ------------- |
| Ель-Охо            | Селище | 1 674         | 1 713         | 1 478         |
| Хаука              | Селище | 1 871         | 1 838         | 1 529         |
| Лас-Ольяс          | Селище | 1 893         | 1 949         | 1 557         |
| Парселас-Пеньюелас | Селище | 1 099         | 1 132         | 941           |
| Плаїта-Кортада     | Селище | 1 521         | 1 677         | 1 731         |
| Санта-Ісабель      | Місто  | 7 512         | 6 993         | 5 976         |